# Lebesque
Lebesque of voluit: Lebesque B.V. is een familiebedrijf te Eindhoven. Dit bedrijf houdt zich bezig met de verkoop van meubelen en tapijten, en het ontwerpen van woninginterieurs.

## Geschiedenis
Het bedrijf werd opgericht door Willem Lebesque, die zoon van een drukker was, doch zelf in 1907 een behangerij en stoffeerderij opende aan de Demer 42 te Eindhoven. Dit bedrijf ontwikkelde zich tot een interieurverzorgingsbedrijf dat vooral vanuit de toen opkomende klasse van fabrikanten tal van opdrachten verwierf. Het ging daarbij om textiel- en sigarenfabrikanten zoals Henri van Abbe (Karel I). Garvelink, van Hussen (Abonnee), en Kersten (Willem II). Daarbij kwamen ook leden van de families Philips en Van Doorne, alsmede de Gemeente Eindhoven.
Tijdens de crisisjaren '30 van de 20e eeuw werd er vooral reparatiewerk verricht, en ook tijdens de Tweede Wereldoorlog, toen het moeilijk was om aan textiel te komen, moest vooral reparatiewerk worden verricht. Op 6 december 1942 werd het pand van Lebesque tijdens Britse bombardementen volledig verwoest. De twaalf mensen die er werkten konden het werk voortzetten in gehuurde ruimten van Hotel Schimmelpenninck en Peek & Cloppenburg. In de Hooghuisstraat kwam een noodwinkel.
Na de Bevrijding op 18 september 1944, en gestimuleerd door de wederopbouw, bloeide het bedrijf weer op. Diverse industriële opdrachtgevers, waaronder opnieuw de families Philips en Van Doorne, maar ook de Gemeente Eindhoven en het Binnenziekenhuis, waren in die tijd belangrijke opdrachtgevers. In 1951 werd het pand aan Stationsplein 4 betrokken, een voormalig bankgebouw. De eigenaar reisde meermalen naar de Oriënt om handgeknoopte tapijten in te kopen. In 1965, toen een tweede zaak in Tilburg werd geopend, was de Iraanse zaakgelastigde aanwezig.
Na 1980 ontwikkelde het bedrijf zich van meubel- en tapijtenzaak tot een interieurontwerpbedrijf.
In 1993 verhuisde het bedrijf naar het pand Hoogstraat 301, de voormalige pastorie van de Sint-Lambertuskerk te Gestel. Hier werd onder meer een showroom gevestigd.
In 2007 werd nog het honderdjarig jubileum gevierd en aldus verkreeg het bedrijf in 2008 het predicaat Hofleverancier. 

## Doorstart
Ondanks alle feestelijkheden ging het gaandeweg slechter met het bedrijf: Het aantal personeelsleden liep terug van twaalf naar vier en in 2013 ging het bedrijf failliet. Als oorzaak werd door de bedrijfsleiding -die nog steeds in handen van de familie Lebesque is- de aanhoudende economische crisis opgegeven. Niettemin werd naar een doorstart toegewerkt en in 2014 werd een nieuwe structuur van het bedrijf bekendgemaakt, waarbij het in twee takken werd opgedeeld: interieurprojecten en pop-up stores. Het bedrijf is tegenwoordig gevestigd aan Pisanostraat 53 te Eindhoven.